# فینال جام باشگاه‌های اروپا ۱۹۹۱
فینال جام باشگاه‌های اروپا ۱۹۹۱، رقابت پایانی جام باشگاه‌های اروپا در سال ۱۹۹۱ میلادی است که مابین دو تیم باشگاه فوتبال ستاره سرخ بلگراد و باشگاه فوتبال المپیک مارسی در ورزشگاه سن نیکولا، باری برگزار شده‌است.
این مسابقه که در تاریخ ۲۹ مه ۱۹۹۱ انجام شده‌است با نتیجه ۰ بر ۰ به پایان رسید. در ضربات پنالتی باشگاه فوتبال ستاره سرخ بلگراد با نتیجه ۵ بر ۳ به پیروزی رسید.